# Montbras
Montbras település Franciaországban, Meuse megyében. Lakosainak száma 21 fő (2022. január 1.). Montbras Burey-la-Côte, Champougny, Pagny-la-Blanche-Côte, Sauvigny és Taillancourt községekkel határos.

## Népesség
A település népességének változása:
| Lakosok száma | 23   | 18   | 19   | 26   | 18   | 16   | 19   | 22   | 22   | 21   |
|               | 1968 | 1982 | 1990 | 2006 | 2013 | 2015 | 2017 | 2019 | 2020 | 2022 |